# Re-Foc
Albums de Rodrigo y Gabriela
Live: Manchester and Dublin
(2004)
re-Foc est un disque de Rodrigo y Gabriela paru en 2002.

## Morceaux
1. Diem
2. New One
3. Foc
4. Georges Street/The Tartar Frigate
5. 30 de Marzo
6. Paris
7. Take Five/One
8. Temple Bar